# オマーン軍
オマーン軍（オマーンぐん、英語：Sultan of Oman's Armed Forces）は、オマーン陸軍、オマーン海軍、オマーン空軍、オマーン国王親衛隊、王立オマーン警察を含むオマーンの軍隊である
オマーン軍の法律上の最高司令官は国王だが、事実上の指揮権はオマーン政府の長である首相が有している。
オマーン軍の管理・運営は国防省 (Ministry of Defence) が担当する。
国境地帯に睨みを利かせている。

## 人員
| 組織               | 現役   | 予備役 |
| オマーン陸軍       | 25,000 |        |
| オマーン海軍       | 4,200  |        |
| オマーン空軍       | 5,000  |        |
| オマーン国王親衛隊 | 6,400  |        |

## 規模

### オマーン陸軍
オマーン陸軍は25,000人の兵力を保有する。

### オマーン海軍
オマーン海軍は4,200人の兵力を保有している。

### オマーン空軍
オマーン空軍は5,000人の人員を保有する。

#### 固定翼機
- F-16C ブロック50 戦闘機 × 17機[1]
- F-16D ブロック50 戦闘機 × 6機[1]
- ユーロファイター タイフーン 戦闘機 × 12機[1]
- C295MPA 哨戒機 × 4機[1]
- C-130H 輸送機 × 3機[1]
- C-130J 輸送機 × 2機[1]
- C-130J-30 要人輸送機 × 1機[1]
- C295M 輸送機 × 4機[1]
- A320-300 人員輸送機 × 2機[1]
- ホークMk103 練習機 × 4機[1]
- ホークMk166 練習機 × 7機[1]
- ホークMk203 練習機 × 12機[1]
- MFI-17B 練習機 × 8機[1]
- PC-9 練習機 × 12機[1]

#### 回転翼機
- スーパーリンクスMk300 哨戒/捜索救難ヘリ × 15機[1]
- NH90 TTH 輸送ヘリ × 20機[1]
- ベル206（AB206） 輸送ヘリ × 3機[1]
- ベル212（AB212） 輸送ヘリ × 3機[1]

#### 対空兵器
- NASAMS 地対空ミサイル[1]

### オマーン国王親衛隊
オマーン国王親衛隊は5,000人の人員を保有する。